# 障害飛越競技

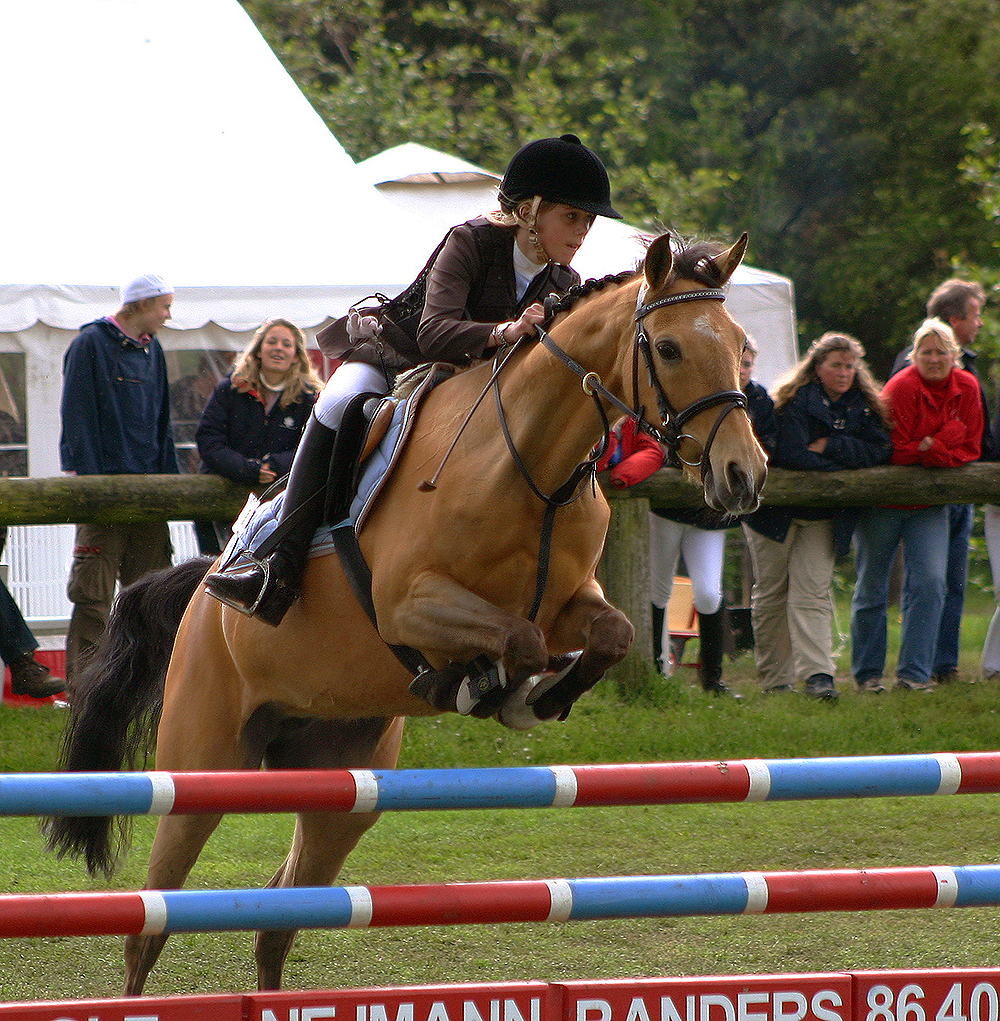
障害飛越競技の様子

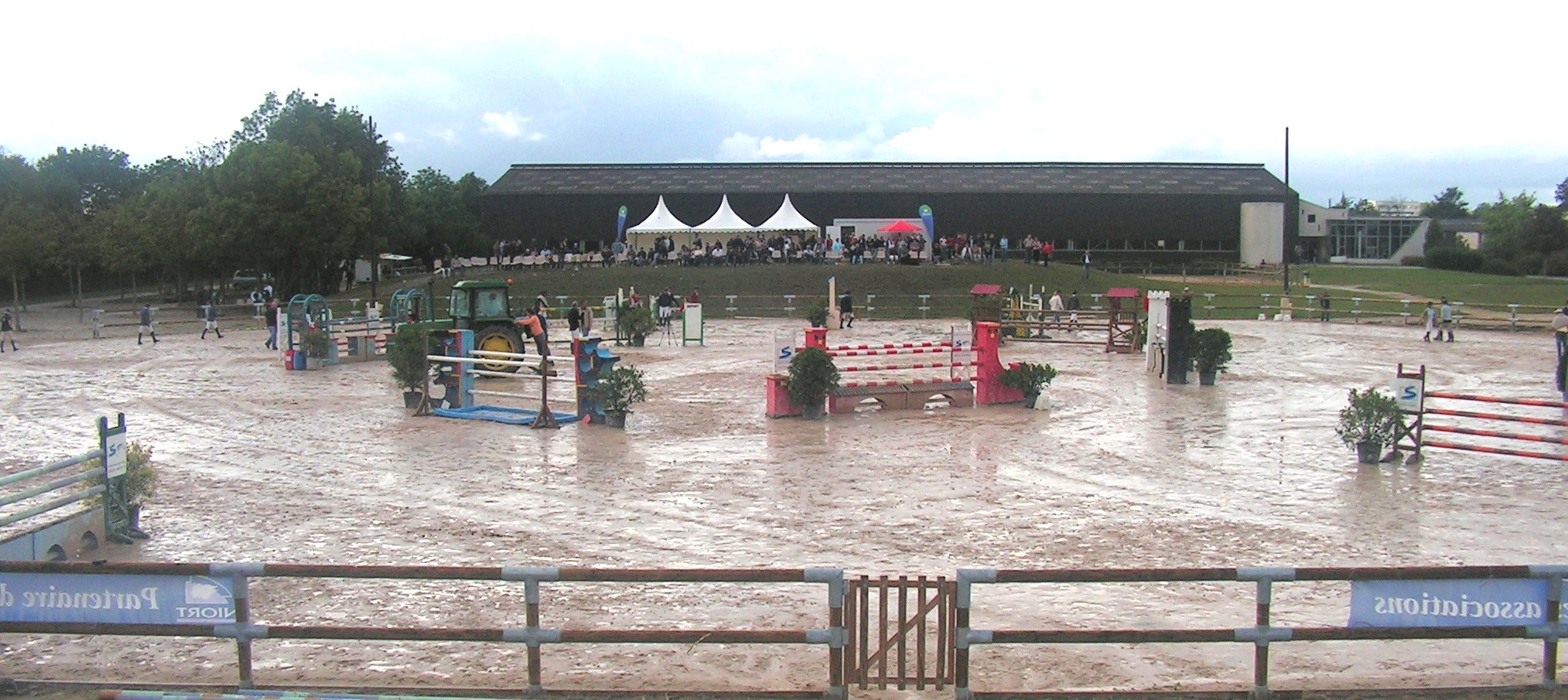
競技場の写真

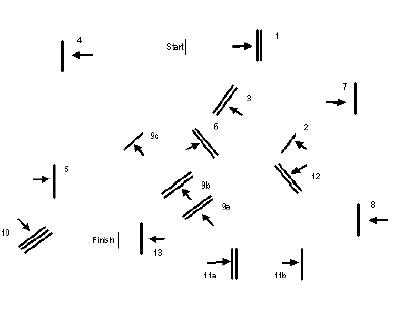
コース図

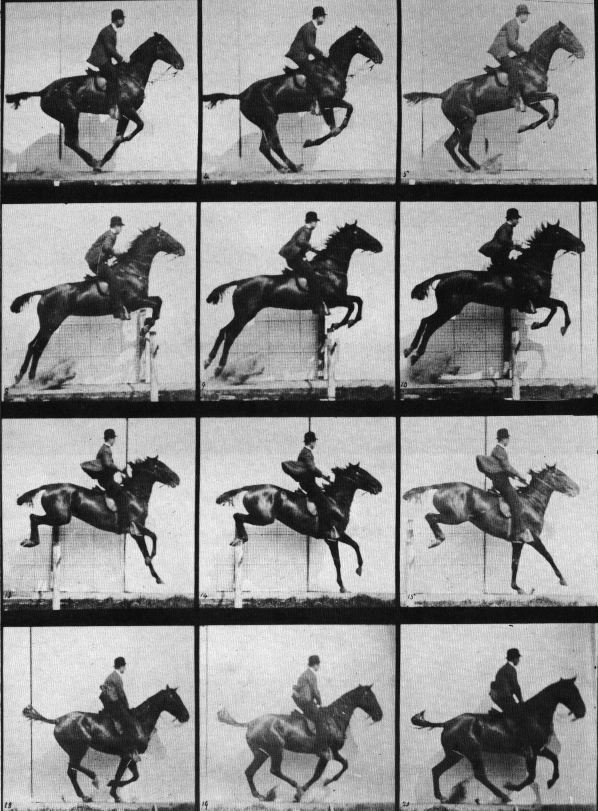
フェデリコ・カプリッリ以前の障害飛越競技のジャンプ姿勢

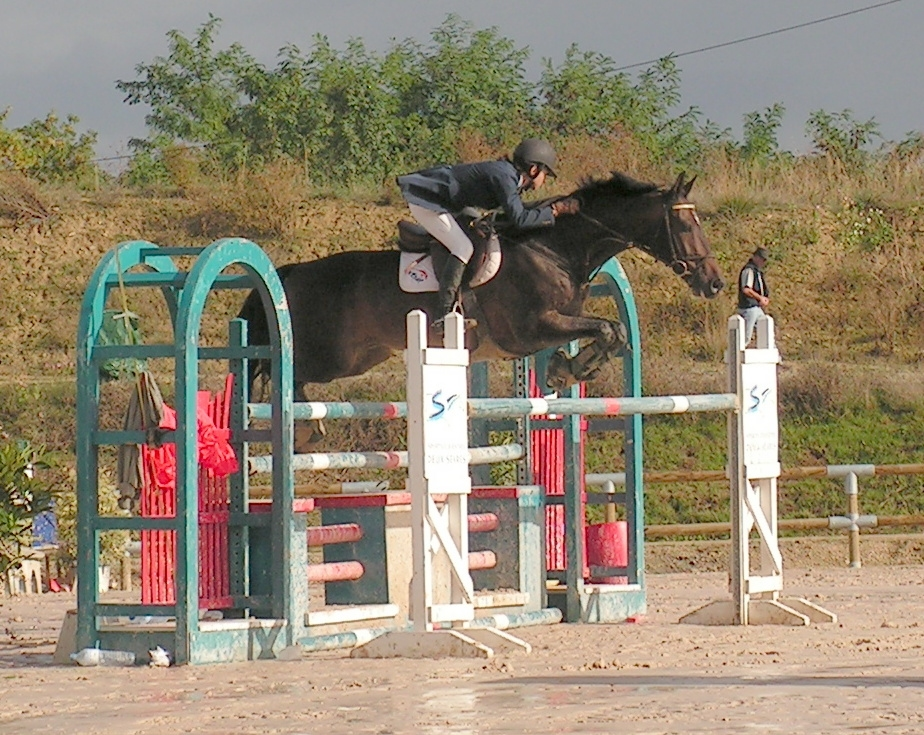
現在のジャンプ姿勢。

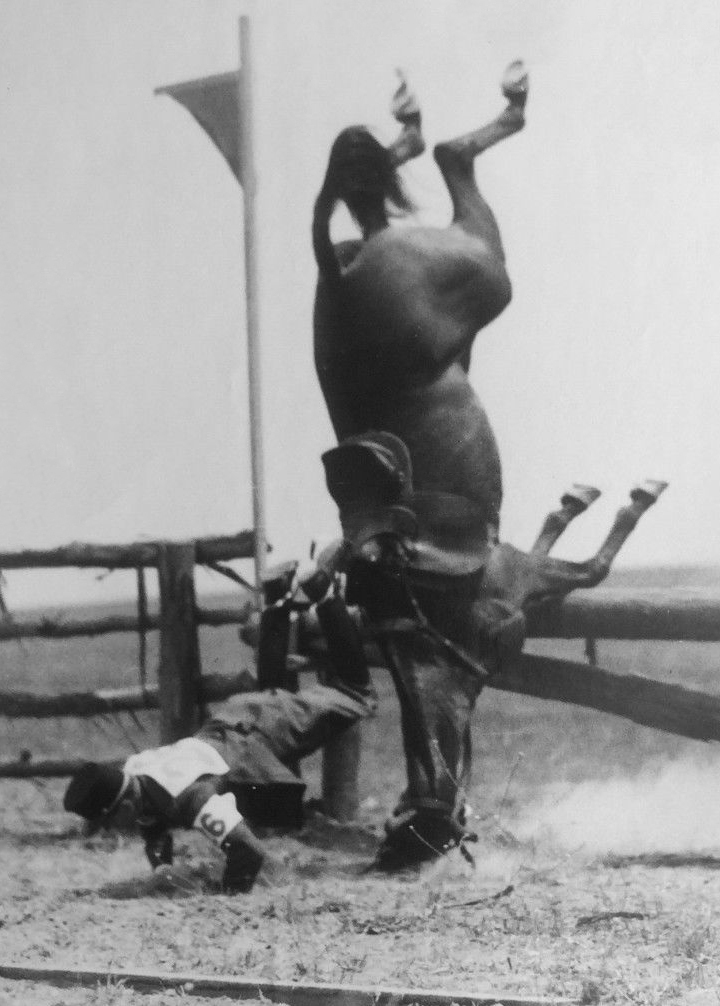
Rotational fallsで落馬したときの様子。

障害飛越競技（しょうがいひえつきょうぎ）とは、馬術競技の一種である。飛び越さなければ通過できない施設（障害）が設置されたコース（経路）を、乗馬して通過する技術を競う競技である。馬場馬術、総合馬術などに対して、障害馬術とも呼ばれる。英語では「jumping」と呼ばれる。オリンピックの馬術競技および、近代五種競技にも採用されている。
なお、東京都馬術連盟など一部の競技団体においては常用漢字外である「碍」を用いて「障碍飛越競技」（読みは同じ）と表記されることもある（同音の漢字による書きかえも参照）。
かつての障害飛越競技は狩猟を行っていた者が技量比べとして行っていたものでスポーツの域までは洗練されていなかったが、1900年のパリオリンピックで障害飛越競技が行われたことをきっかけに、障害飛越競技のルールが進歩してスポーツとして改良され現在の競技形態となった。

## 概要
障害飛越競技は他の馬術競技と同じく、人馬単位で出場するため、騎乗する馬の調教も競うことになる。
ただし、自分の馬を所有していない初心者のための競技として、開催者側から馬を貸与する方式がとられることもある。この場合は対戦する相手同士が同じ乗馬を使用することになる。
競技形式はいくつかあるが、基本的に採点は減点方式で行われる。
- 障害に触れるなどしてバーを落下させたり、障害を壊した場合は減点4。
- 馬が障害を避けたり（逃避）、障害の前で停止してしまったり（拒止）、騎手の意図に反して勝手に円を描くように回ったり後退したり（不従順）した場合は、反抗として減点4。反抗が2回（日本国内ローカルルールで3回）で失権。
- タイムを計測するが、規定タイムを超過した場合には、通常4秒ごとに減点1。
- 落馬したり、馬が転倒したり、障害の順序を間違えて飛越したり（経路違反）した場合は失権。

減点数が等しかった場合には、障害の難度を上げて決勝戦を行うジャンプオフを行ったり、タイムの早い方を勝者とするなどで順位が判定される。

## ルール
ブリティッシュ馬術の流れを汲む競技であり、礼儀に関してもルールが定められている。
服装に関しては「赤か黒のジャケット、白または淡黄褐色の乗馬ズボン、黒または茶色の長靴の着用」「白のタイかチョーカー、あるいはハンティング・ストックと、白または色の薄いシャツを着用」敬礼については「競技時に主審へ敬礼」といった規定がある（FEI障害馬術規程 第256条）。
選手は競技前に経路を下見することができるが、このとき障害に触れることはできない。しかしこの機会を利用して距離や歩数、回転半径など走行計画を組み立てることになる。下見には指導者など選手以外も参加を許される。
障害は飛越方向が定まっており、赤い旗を右手に、白い旗を左手に見て飛ぶ方向にしか通過を許されない。これに違反した場合は経路違反で即失権となる。また、障害の飛越順序も定められており、これを違えた場合も同様である（飛越方向や順序を定めない競技形式もある）。2反抗もしくは3反抗や経路違反で失権となるほか、落馬、合図前のスタートなども失権の対象となる。それ以外にもスタートから第1障害や障害間に45秒という制限時間もついており、45秒以内に次の障害を通過できない場合は失権になることもあるので注意が必要である。失権者の得点は、失権した以降のすべての障害を失敗したものとして大幅な減点がなされる。

## 競走馬からの転向例
競馬の競走馬から転向した馬の例として、2004年の菊花賞に優勝した「デルタブルース」や、2008年のデイリー杯2歳ステークス に優勝した「シェーンヴァルト」、1995年に大井競馬場からデビューした「トップギアI」が存在する。「シェーンヴァルト」は2017年の第72回国民体育大会で優勝、「トップギアI」は2008年にスウェーデンで行われた「ワールドカップ・ファイナル」にサラブレッドとして初めて出場を成した記録もある。